# Wantchande
Wantchande est un village de la commune de Galim-Tignère situé dans la région de l'Adamaoua et le département du Faro-et-Déo, à proximité de la frontière avec le Nigeria.

## Population
En 1971, Wantchande comptait 75 habitants, principalement Foulbe.
Lors du recensement de 2005, 509 personnes y ont été dénombrées.